# Angel Beats!
《Angel Beats!》（通稱：AB!、AB）是一部由遊戲製作公司Key與Aniplex聯合製作的日本動畫，除了共13話電視動畫外還有相關企畫案。作品由曾寫過數款遊戲劇本的作家麻枝准發想，分別由ANANT-GARDE EYES負責動畫音樂部分，以及Na-Ga負責人物角色的原畫製作。其中音樂和原畫皆是由Key公司負責，而負責原作創作的麻枝准與人物設計的Na-Ga亦都是Key公司的員工。這次企畫案為Key首次嘗試直接進行動畫創作，在這之前Key主要推出原創的電腦遊戲、再授權其他動畫公司來製作系列動畫，這包括有先前的《Kanon》、《AIR》以及《CLANNAD》等著名的視覺小說作品。
動畫在2010年4月2日到6月25日期間首次播出，該動畫OVA版本則在同年12月22日發佈。Key推出動畫的同時，也聯合ASCII Media Works以及《電擊G's magazine》展開跨媒體製作。其中《Angel Beats!》總共在《電擊G's magazine》和《電擊G's Comic》上連載4部衍生漫畫作品，包括2部四格漫畫，以及連環漫畫作品《Angel Beats! -Heaven's Door》及《Angel Beats! -The Last Operation-》。在2009年11月和2010年5月時，麻枝准則與插畫家Goto-P合作在《電擊G's magazine》雜誌上推出短篇小說《Angel Beats! -Track ZERO-》。而為了推廣《Angel Beats!》，Key也推出兩個不同呈現方式的網路電台節目，來播放相關內容與消息。2015年6月26日推出6卷系列第1卷可以在個人電腦平臺上遊玩的遊戲。
《Angel Beats!》獲得許多評論家的正面評價，一些人認為作品成功整合音樂表演、幽默呈現以及精彩動作等元素；然而另一種觀點認為整部故事中有太多的元素，反而無法完全呈現故事的內容。P.A. Works被許多評論家認為在《Angel Beats!》作品中呈現極高的製作水準，包括動畫中的動作場景以及槍枝武器等細節呈現。然而批評者認為整部動畫最重大的缺陷為集數過短，以至於讓許多角色並不能完整述說各自的背景故事。2010年時，動畫被選為第14屆日本新媒體動漫藝術節動畫部門推薦作品。

## 故事簡介
《Angel Beats!》故事發生在一所位於只有亡者與亡靈世界的大型高級中學，這個世界的存在目的是為了讓沒能快樂地度過青春的死亡青少年，能在這裏消除他們內心中的負面情緒，進而得以走向來生或者下一場輪迴；而消除負面情緒的方法，則是讓這些青少年們重新體驗高中生活。在這個世界裡人們仍然必須像生前一般，為了維持生命而飲食和作息。儘管受到傷害時會感到疼痛，但不會因此而致死，而且過幾分鐘恢復。同時這個世界有一些雖然不是人類，但是外表與行為都和一般人無異的NPC；包括學校裏的普通學生和老師都是NPC，其存在是爲了讓這所學校能有高中的氛圍。
對此主要角色仲村百合認為這裡是一個由神掌管的「死後世界」，並且她與其他成員一同創立「死後世界戰線」，其目的便是向給予自己人生殘酷命運的「神」做出反抗。另外在故事中，死後世界戰線轄下有兩個部門負責協助作戰。一個是由4名少女組成的「Girls Dead Monster」樂團。這隻樂團表面上看起來像是普通的女子樂團，但是其目的是在死後世界戰線從事其他任務活動時，轉移普通學生、教師以及「天使」的注意力。另外一個團體叫做「公會」，這個部門主要工作是爲死後世界戰線提供與「天使」作戰時所需的武器。其中公會成員可以用收集而來的「土塊」，藉着生前的記憶大量生產武器裝備。
故事主要以音無結弦的視點進行，當他於學校路上甦醒後發現自己來到一個不同的世界，卻也留意到自己疑似喪失過去記憶。此時遇見一名正蹲著拿著狙擊步槍、名叫仲村百合的少女，她一開口就邀請音無加入「死後世界戰線」，並且表示他們敵人即為擔任學生會會長的「天使」。在一次行動成功後讓「天使」失去會長位置，同時也得知「天使」真實姓名為立華奏。接任會長的前副會長直井文人一上任便對死後世界戰線展開大規模的搜捕行動，甚至利用催眠的方式控制NPC角色發動攻勢。最終音無成功阻止衝突並表示承認直井存在，之後直井加入死後世界戰線。在直井催眠協助下音無恢復自己的記憶，想起自己過去的人生以及最後死亡的細節，決定與奏合作以幫助其他死後世界戰線成員滿足生前遺願。在奏重新恢復學生會會長職位後，音無和奏合作幫助成員實現願望。
途中，出現系統bug，造成大量NPC“影化”，這更加堅定音無幫大家離開死後世界的決心。
最後仍留在死後世界的音無、百合、奏、日向以及直井決定舉行畢業典禮並相互感謝對方的支持與幫助。隨著畢業典禮的尾聲直井、百合和日向一一消失，在故事最後音無得知奏的遺憾是未能感謝捐贈給她心臟的人，而那顆心臟便是音無逝世後所捐贈的。奏向音無感謝他的幫助並消失，已愛上奏的音無則不斷地哭泣。動畫最後內容描寫兩人投胎轉世後似乎又再度重逢。

## 人物介紹
音無結弦（聲優：神谷浩史（日語配音）；郭俊廷（粵語配音）；布雷克·謝潑德（英語配音））
《Angel Beats!》動畫的男主角。由於過去的經歷讓他擁有一個十分關懷他人的個性，並不希望有任何人經歷痛苦或者悲傷的過去。在音無剛進入死後世界時，有一段時間他完全喪失了有關過去生前的記憶，後來藉由催眠等方式成功回憶起。他過去經常前往照顧自己的妹妹音無初音，但最後在他陪伴下仍因病逝世。在妹妹逝世以後，決定繼續就學以成為一名醫生；不過在前往大學聯考的路上發生火車事故，救援到來前便已死亡。剛加入死後世界戰線時對於任何武器設備並不熟練，之後便不斷練習自己的槍法。他平常會隨身攜帶一把葛拉克17手槍，並在團隊多次面臨危機時提供許多協助。
最後與奏相擁，並聽完奏感謝自己的話語後，獨自一人留在死後世界。
動畫最後一幕是與奏相似的銀髮少女在現實世界再次重逢。在動畫13.5集當中，音無當上學生會長，在死後世界幫助人們完成自己心願，並默默等著一個人，可能為第1集之前的情景。
仲村百合（聲優：櫻井浩美（日語配音） ；蔡雁紅（粵語配音）；布蘭妮·卡博夫斯基（英語配音））
《Angel Beats!》小說和漫畫的女主角。有時候會被稱作「小百合」（ゆりっぺ），為死後世界戰線的領導人。她有著極為堅定的性格，但是暗地裡非常敏感且照顧他人。一開始便邀請音無參加由她所創立的死後世界戰線，一同對「神」做出反抗。在許多時候會展現出明智的判斷能力，並能依照局勢果斷下達指令。平常會隨身攜帶一把銀色貝瑞塔92FS Inox手槍，在作戰中也會使用KRISS Vector衝鋒槍、CheyTac M200干預型狙擊步槍以及CQBR等槍械。除了熟練槍支的操作外，在「天使」突襲地下基地時也能以戰鬥刀應戰，表示其對於近身肉搏方面也十分擅長。在生前3個年幼的弟妹遭到搶匪殺害，使得百合無法原諒沒能救出弟妹的自己，而在死後亦發誓要對「神」展開反抗。她同時也是一個優秀的領導者，但自己一直並不這麼覺得。一直到故事最後她才真正注意到，她對於死後世界戰線成員的關心就像對待自己另一個家庭弟妹一般。在消失前她也對於與奏發生的衝突感到遺憾，因為她認為兩人其實能成為一對不錯的好友。在與奏擁抱諒解並向音無、日向兩人告別後，最後消失在畢業典禮上。
立華奏／天使（聲優：花澤香菜（日語配音）；顏頌怡（粵語配音）；艾蜜莉·內維斯（英語配音））
《Angel Beats!》動畫的女主角。為死後世界學校的學生會會長，與死後戰線的人同為已經在現實世界中死去的人，沉默寡言且冷靜，不擅長表達自己的情感，天然呆，喜歡吃激辛麻婆豆腐，戰線的人稱她居住的女生宿舍為「天使領域」，可用一種在電腦上的軟體「ANGEL PLAYER」製作出特殊技能，後因音無的要求使用了「ANGEL PLAYER」製作了裝備在背部的翅膀，曾因死後戰線的計謀，考試全科零分而被解除學生會長的職務，由於被解除學生會長一職，得以藉由音無為仲介一起與死後戰線的成員一起行動，並與音無約定不和死後戰線成員作戰。由於為了從「怪物流」中的河主口中搶救戰線成員，無意間發動「Harmonics」（做出自己的分身的能力），與擁有強烈攻擊意識的分身產生了分裂，後用「Absorb」成功吸收分身，來到死後世界的理由為「向給予她心臟的人說聲感謝」，她的目的實際是為了讓沒能好好度過青春時代的人們，有一個美滿的青春，但因太過笨拙不知道怎麼表達只好採取暴力，音無在了解到這點後毫不猶豫的加入了奏的陣營。死後世界戰線最初因為不知道她的真實姓名，而直接以代號稱呼她為「天使」，不過自己否認這一說法（全動畫第一句台詞：我不是天使啊(あたしは天使なんかじゃないわ)。後來在音無與其交談之後得知真名為立華奏。很少有表情變化，同時也非常寡言，所以很難得知她在想什麼，佑里對她的評價是「無感情、無表情、基本上不說話」。音無推測是因為她的朋友都消失了，只留她一個而孤獨所致。在最後一話中突然變得開朗，會笑也會哭了還會做出很可愛的害怕樣子(因為有了音無等人)，與其說話解釋，更常選擇直接展開行動表達，使得人們很難完全理解她內心真正的想法。她致力於幫助別人彌補他們的遺憾而得以安然消失，但他人對她往往沒有正確認識；也因為她從來不試圖解釋自己的做法，導致死後世界戰線成員曾長期認為她是敵人陣營的一員。生前進行過心臟移植，故一直懷著能對那位捐助者道謝的心愿。在第一集把Handsonic插進音無胸口時發現他沒有心臟，而那心臟正是音無死去後所捐贈的。據她自己認為，音無能取回自己的記憶，是因為他在她的胸口上做了夢，是因為一直在傾聽自己心臟跳動的聲音。儘管擁有溫柔的個性和嬌小的身軀，她仍然有著令人難以置信的強大攻擊能力，使得死後世界戰線一直無法直接擊敗她。似乎也不只是喜歡音無，最終在接受、再次請求了他的告白並為這一切言謝後消失在音無懷中。在第13集ED的最後一個畫面，音無和奏重生後在現實生活中相遇。
日向秀樹（聲優：木村良平（日語配音））
《Angel Beats!》小說和漫畫的男主角。日向是一名開朗且可靠的男子，同時也是音無最親密的好友。他總是以伙伴的利益為考量的第一優先，是死後世界戰線最老的成員同時也是團隊中可靠的力量之一。
他和由依每天都不斷打鬧，但在內心深處仍然十分關心由依的存在；當他幫助由依實現她的願望之時，他告訴由依他會選擇娶她，不管她以前曾發生了什麼事情。
在最終話畢業典禮之後，與音無互認為摯友之後消失。他與百合共同組建了死後世界戰線，然而他常以「小百合」稱呼；因為他覺得叫出「百合」這個名字讓他感覺不舒服，原因是這跟自己的母親名字一樣。
平时以S&W 645手槍作為自衛武器，戰鬥時使用過RPK-74輕機槍以及M14-DMR狙擊步槍 。
日向生前是一名棒球選手，自己的隊伍在地區大賽中因為日向沒能接殺最後一顆高飛球而落敗沒能晉級全國大賽。本人在自責與隊友的冷嘲熱諷中身陷絕望，為尋求解脫而沾染上毒品。在漫畫中則告知，最後他被一輛卡車撞上而死亡。喜歡由依，並在由依消失前答應她想結婚的夢想。

## 發展

### 創作概念
《Angel Beats!》原創者、同樣隸屬Key的麻枝准與Na-Ga，在《電擊G's magazine》雜誌2009年7月號上的訪談首次提到相關內容。當時Key已經完成其第六款視覺小說遊戲《Little Busters!》且正式發售，同年10月於Aniplex工作、本身也是Key作品粉絲的鳥羽洋典提出合作案，期望兩家公司共同製做一款原創的動畫系列作品。麻枝准開始每個月定時與鳥羽以及Aniplex製作團隊團隊會晤，新的故事基礎上也逐漸成形。Aniplex原本期望聘請麻枝准寫出完善的劇本以製作動畫，最好是像「過去Key作品一樣帶有歡笑和淚水的感人時刻」之全新作品；但麻枝准發現自己遲遲無法寫出比《Little Busters!》更有趣的故事，認為《Little Busters!》已經是「Key風格作品」的極限，這使得創作進度一度陷入停頓。然而有一天麻枝准突然想到創作有關死後世界的故事並讓他印象深刻，這也成為了《Angel Beats!》最初的發想概念。由於在故事設定中每個已經死去，麻枝准認為角色便能在沒有對死亡恐懼的情況下，全力以赴的展現華麗戰鬥技巧。麻枝准表示《Angel Beats!》系列想要呈現的主題為「生命」，儘管在故事中每個人都為自己的命運做出反抗，但發現許多珍貴和美好的事物。
2008年初開始，麻枝准提名Na-Ga負責人物原畫設計的工作。儘管Na-Ga擔心自己其它電腦圖形工作將會拖延製作流程，然而製作公司看上其創作的多年經驗，仍選擇由她擔任《Angel Beats!》人物設定負責人。而麻枝准之後提到之所以選擇Na-Ga，一方面過去後者曾為《Little Busters!》設計出許多大受歡迎的角色，另一方面他自己也對Na-Ga的能力感到滿意。Na-Ga一開始在設定百合造型時，便以人物具領導者個性出發；不過麻枝准參考《女神異聞錄4》遊戲中自己最喜歡的角色天城雪子造型，另外要求加上黑色髮箍。在後來修改中除了改變百合頭髮長度外，製作會議上也將頭上裝飾改為紅色髮箍。「天使」的原始概念最早為勇敢選擇戰鬥的女孩，其早期造型比較相近於《空之境界》的兩儀式；然而在麻枝准將「天使」劇情修改後，使得人物形象也必須有大幅的改變，最終「天使」的概念比較接近「沉默且神祕的角色」。男主角音無的設定，麻枝准則表示參考其他資料自行創造即可，這使得音無、日向等角色都是在沒有明確概念下誕生。也有一些角色則在創作前僅有模糊概念，這包括以「女子樂團貝斯手」概念所畫出的Girls Dead Monster成員久子，以及以「說著令人費解的英文短句角色」構想創作的TK等人。

### 動畫製作
麻枝准剛開始編寫劇本時，一方面因必須在大阪市和東京都之間來回開會，使得他感到十分疲累；另一方面這是他首次擔任作品唯一的編劇，在這之前麻枝准主要是與Key公司其他員工共同創作遊戲劇本，首次獨自創作劇情使得他遲遲無法發想出來。而在選擇《Angel Beats!》動畫製作團隊時，鳥羽洋典於Aniplex公司提出的資料中注意到P.A. Works這所動畫工作室。在這之前P.A. Works便曾在2003年至2004年推出《鋼之鍊金術師》、以及在2007年推出《DARKER THAN BLACK》等系列動畫，而Aniplex當時便協助P.A. Works製作與銷售。鳥羽在看過P.A. Works於2008年製作的《真實之淚 true tears》前3話後，便為作品的高品質感到震驚。他並立刻前往位在富山縣P.A. Works工作室和製作人員會面，希望之後其能夠與Aniplex共同合作。大約過了一個禮拜後，麻枝准正式尋找負責製作《Angel Beats!》的動畫公司時，曾看過《真實之淚 true tears》的麻枝准對於P.A. Works的作品水準感到興趣。不久之後，鳥羽便正式向P.A. Works提出動畫製作計畫。
由於麻枝准特別將「搞笑」情節視為《Angel Beats!》重要一部分，為此鳥羽前往拜託岸誠二擔任《Angel Beats!》導演。一方面岸誠二在動畫製作上有著許多經驗，另一方面P.A. Works許多年輕工作人員對其十分尊崇，P.A. Works一些作品中也有受岸誠二的作品影響。P.A. Works董事代表堀川憲司一開始只向岸誠二提到作品為「遊戲故事劇作家所寫的校園喜劇」、並希望由他擔任導演，而後者在得知編劇是麻枝准感到十分震驚。岸誠二認為這部作品並非只是普通的校園喜劇，而是包含華麗動作場面、實況音樂表演以及感的劇情呈現等許多元素。岸誠二表示通常他很難將所有要素完全塞入一部作品中，但由於麻枝准始終對劇本不願做出讓步，這使得他只能盡可能將所有元素加以呈現。例如為了能在故事中加入不同且有趣的元素，麻枝准強硬要求加入女子樂團Girls Dead Monster內容。另外麻枝准也參與動畫角色聲優的遴選，例如負責為立華奏配音的聲優花澤香菜便是其强烈要求下錄取，在之後訪問中他則提到：「天使的聲音只能是這樣，並沒有別的選擇。」
相較於故事劇本所面臨的困難，麻枝准在劇本完成後則十分喜歡從事動畫音樂的創作。他總共為Girls Dead Monster創作出15首歌曲，平均兩天便創作出1首動畫歌曲。由於麻枝准認為Girls Dead Monster是由高中女生所組成的樂團，因此無論是旋律還是歌詞都參考這層背景。但也因此同樣是由麻枝准所創作的《Angel Beats!》片頭曲與片尾曲，和Girls Dead Monster的歌曲相比在風格上有許多不同處。導演岸誠二也會給音樂監督飯田樹下達一些背景音樂和主題音樂指示，而飯田里樹亦會協助麻枝准製作時負責音樂校對工作。2010年4月飯田里樹接受《電擊G's magazine》記者採訪時，表示麻枝准以及ANANT-GARDE EYES成員同意其提出的整部動畫使用的背景音樂以簡約音樂風格為主，對此飯田坦承這音樂風格過去的確較少使用在動畫作品中。
不過為了能找到真正適合這部動畫的音樂作品，飯田里樹、麻枝准以及ANANT-GARDE EYES經歷多次嘗試與失敗後才找出。其中麻枝准以及ANANT-GARDE EYES一開始便是期望創作出具個人風格的優秀音樂曲目，相對地然飯田則是希望能夠找到能陪襯動畫的理想背景音樂；這使得雙方在音樂創作中出現一些問題，其中飯田認為將這些優秀的音樂與視覺效果能相互結合，給觀眾建立出一種兩者同步呈現之感受極為重要。另外鳥羽還找到已經在2008年《強襲魔女》中擔任首席動畫師的平田雄三，負責《Angel Beats!》動畫的人物設計以及作畫監督工作。其中早在2007年時，鳥羽便於《天元突破 紅蓮螺巖》中注意到平田的才能；鳥與認為儘管平田繪製速度十分迅速，但如同藝術家般對於細節部分十分講究。儘管此時平田已有其他企畫，但鳥羽仍十分希望他能成為《Angel Beats!》工作人員，而麻枝准也贊成將平田拉入製作團隊的想法。

## 動畫

### 主題曲
片頭曲
「My Soul, Your Beats!」（第2~3話、第5~9話、第11話）
歌：Lia作詞、作曲：麻枝准，編曲：ANANT-GARDE EYES
「My Soul, Your Beats!」（Gldemo ver.）（第4話）
歌：由依（聲：LiSA）作詞、作曲：麻枝准，編曲：光收容
注：TV版的第1話、第10話、第12~13話中未使用OP（在DVD/BD版中使用）
片尾曲
「Brave Song」（第1~9話、第11~12話）
歌：多田葵作詞、作曲：麻枝准，編曲：ANANT-GARDE EYES
插曲
「Crow Song」（第1話）
歌：Girls Dead Monster（marina）作詞、作曲：麻枝准，編曲：光收容
「Alchemy」（第3話）
歌：Girls Dead Monster（marina）作詞、作曲：麻枝准，編曲：光收容
「My Song」（第3話）
歌：Girls Dead Monster（marina）作詞、作曲：麻枝准，編曲：光收容
「Thousand Enemies」（第5話）
歌：Girls Dead Monster（LiSA）作詞、作曲：麻枝准，編曲：光收容
「一番の宝物(Yui ver.)」（第10話）
歌：LiSA（聲：由依）作詞、作曲：麻枝准，編曲：光收容
「Shine Days」（第10話）
歌：Girls Dead Monster（LiSA）作詞、作曲：麻枝准，編曲：光收容
「一番の宝物(Original Version)」（第13話）
歌：karuta作詞、作曲：麻枝准，編曲：ANANT-GARDE EYES

### 公開發表
《Angel Beats!》整個計畫最早於2007年時，藉由《Little Busters!》的四格漫畫放出相關消息信息。官方正式公告則直到2009年4月26日時才於於Key公司網站上公開，然而在初期並沒有說明此項目具體內容。2009年5月30日，《Angel Beats!》才在其網站和同日發行的《電擊G's magazine》雜誌7月號中公布該項目為電視動畫。不過Aniplex製作團隊負責人鳥羽洋典在2009年11月接受《電擊G's magazine》採訪時表示，麻枝准在製作前曾提到一部共13話、每話大約21分鐘的動畫，並無法完整描述《Angel Beats!》所有世界觀以及故事內容；因此受時間限制而刪除的劇情，便會藉由圖文並茂的短篇小說以及日本漫畫等媒體呈現。鳥羽希望那些喜歡《Angel Beats!》系列作品的粉絲，能夠充分享受探索各式各樣媒體類型作品的樂趣。
由岸誠二擔任導演、P.A. Works與Aniplex一同合作製做的《Angel Beats!》一共推出13話的電視動畫，該系列自2010年4月3日到6月26日期間於中部日本放送在日本播出。不過早在2010年3月22日，Aniplex便藉由抽獎的方式選出部分人選，並邀請他們提早觀看《Angel Beats!》動畫第1話的內容。在最初計畫之中由麻枝准負責系列劇本的編寫、由平田雄三負責動畫的創作以及由Na-Ga負責動畫角色的原始設計，另外還邀請飯田里樹負責動畫音樂與音效的製做。《Angel Beats!》的過場動畫則是在純白色的背景之下，以一個音符長短的A440鋼琴聲音帶出《Angel Beats!》的標誌。
2010年6月23日，首次發布了《Angel Beats!》動畫版本的第1卷DVD以及藍光光碟，在第1卷光碟的內容中包含前2話的故事劇情。這次推出還將光碟內容分成限量以及一般版本兩種，其中限量版本在購買時還會附加由麻枝准以及動畫配音員一同書面演出的廣播劇CD光碟。2010年7月21日和8月25日，則陸續推出第2卷和第3卷的DVD與藍光光碟；而在2010年9月22日的第4卷DVD與藍光光碟之中，則在限定版本之中附加了另一張廣播劇CD。而在2010年10月27日和11月24日則陸續推出第5卷與第6卷的DVD與藍光光碟，其中在第6卷限量版本光碟之中亦附加有第3張廣播劇CD光碟。作為最後一片的第7卷DVD以及藍光光碟則是在2010年12月22日推出，而除了原本動畫情節的故事內容以及特別的OVA作品之外，還附加有作為特別篇的另一個劇情發展故事短片。特別篇2則是在2015年6月24日所發行的Angel Beats! Blu-ray BOX中出現「Hell's Kitchen」。
在海外銷售方面，《Angel Beats!》於美國地區是由Sentai Filmworks獲得代理權，並在2011年7月26日由經銷商Section23 Films發售英文版本的DVD與藍光光碟。澳洲與紐西蘭地區則是由Siren Visual取得代理，而英國地區則是由Manga Entertainment負責代理。

### 音樂專輯
《Angel Beats!》動畫中所使用的音樂是由麻枝准以及ANANT-GARDE EYES共同製作，其中後者還負責動畫音樂的編曲與修飾，而Key旗下的唱片公司Key Sounds Label則負責音樂的公開與販售。在《Angel Beats!》動畫之中片頭的主題曲為Lia所唱的《My Soul，Your Beats!》，而結束時播放的主題曲則為多田葵所唱的《Brave Song》。2010年5月26日，Key Sounds Label將這兩首歌曲的不同音樂版本收錄於《My Soul, Your Beats!/Brave Song》，並分別推出限量版（CD+DVD光碟）和通常版（僅有CD光碟）兩種版本，其中限量版的DVD光碟之中收錄了動畫中沒有使用的開頭和結束影片。
另外Key Sounds Label也為在故事劇情中出現的5人樂團「Girls Dead Monster」推出音樂光碟，而現實生活中演唱出這些歌曲的歌手為LiSA以及Marina。在2010年4月23日推出了第一支單曲《Crow Song》，之後陸續於2010年5月12日以及6月9日推出第二支單曲以及第三支單曲《Thousand Enemies》與《Little Braver》。2010年12月8日時，則一次推出由Marina所唱的第四支單曲《Last Song》，以及由LiSA所唱的第五支單曲《最珍貴的寶物 〜Yui final ver.〜》（一番の宝物～Yui final ver.～）。在音樂專輯方面，「Girls Dead Monster」於2010年6月30日推出首張音樂專輯《Keep The Beats!》。而在2010年7月28日，Key Sounds Label則推出了動畫原聲的兩片CD專輯；同一日還推出了《Keep The Beats!》的13首音樂的伴奏版本，以及附加多達256頁的樂團曲譜。

### 歌曲表演
為了促進《Angel Beats!》的推銷，Key公司也推出了數個音樂現場表演活動。其中第一場於2010年4月24日於東京澀谷的Tower Records舉辦表演會，並邀請了Marina以及LiSA一同演唱。在表演一開始為兩人一同演唱《Crow Song》與《Alchemy》這兩首歌，之後第三首與第四首歌曲分別為由Marina獨唱《My Song》以及LiSA獨唱《My Soul, Your Beats!》。2010年6月5日時Key公司同樣在Tower Records再次舉辦表演活動，其中安排有Lia與多田葵一同演唱《My Soul, Your Beats!/Brave Song》、多田葵與LiSA一同演唱《Crow Song》以及Lia與LiSA一同演唱《My Soul, Your Beats!》。另外在2010年8月1日，Key還在東京江東區舉辦了「Angel Beats! Fes. ‐Thousand Bravers‐」演唱會，期間除了邀請包括Lia、多田葵、Marina與LiSA等著名歌手之外，也邀請了《Angel Beats!》動畫的配音員參與表演。
另外Key公司也在2010年8月3日到9月12日期間協助推出了以LiSA為首的全國巡迴演唱會，音樂會標題命名為「Girls Dead Monster starring LiSA Tour 2010-Keep The Angel Beats!-」。這巡迴演唱會依序前往日本各地的表演場所表演，並獲得觀眾一定程度的迴響。在巡迴表演結束之後，Key Sounds Label於2011年6月1日推出了名為《Girls Dead Monster starring LiSA Tour 2010 Final -Keep The Angel Beats!-》（KSLV-0001–0003）的DVD/藍光光碟之演唱會專輯。以「Girls Dead Monster」為主題的最後一場現場演唱會「Girls Dead Monster Last Live - Final Operation」則是在2010年12月27日於東京國際論壇大樓舉辦，在這場表演之中邀請了Marina以及LiSA參與最後的表演。

## 多媒體

### 網路電台
為了推廣《Angel Beats!》的知名度，在2009年5月30日到2010年3月31日期間總共有4個網路電台的節目陸續在《麻枝准的殺伐RADIO》（麻枝准の殺伐ラジオ）進行宣傳。這個頻道的主持人即為麻枝准本人，同時也會邀請到包括田中宏紀以及Na-Ga等《Angel Beats!》的製作者接受訪問。在這段時間中每個月會定期有一次節目的播出，此外也會不定時在其他時段穿插額外的廣播內容，其中後者又被稱作《戰後處理》（戦後処理）。另一個促進《Angel Beats!》系列作品的網路電台節目《Angel Beats! SSS RADIO》在2010年3月18日首次播出，之後在2010年4月1日起到2011年3月31日為止每週定期廣播。電台節目的主持人由三位主要女性角色的聲優擔任，分別為櫻井浩美（為動畫中的仲村百合配音）、花澤香菜（為動畫中的天使配音）以及喜多村英梨（為動畫中的由依配音）三人，而花澤香菜和喜多村英梨為每週輪流主持。第一片商業化CD光碟收錄了前4回廣播內容以及廣播時使用的音樂媒材，並在2010年6月23日銷售。而第二片CD光碟則先是以限量版本的方式於2010年8月所舉辦的Comiket78販售，之後在2010年9月22日推出一般版本。而在2010年10月27日到2011年7月29日期間，則推出包含有第3回到第7回內容的一般版本的CD光碟進行銷售。

### 書籍刊物
作為《Angel Beats!》系列的一部分，麻枝准一共推出了7話命名為《Angel Beats! -Track ZERO-》的短篇小說，其中故事圖片說明的部分則由Goto-P（ごとP）繪製。小說內容自2009年11月號到2010年5月號期間陸續刊載在ASCII Media Works發行的《電擊G's magazine》，故事背景是《Angel Beats!》內容發生之前的前傳性質故事，劇情則是以日向秀樹主要角色觀點來描述死後世界戰線（死んだ世界戦線）是如何建立。2010年3月29日時，另一篇著重於「Girls Dead Monster」的特殊劇情則作為額外的章節故事，發表在《電擊G's Festival!》的不定期增刊上。這些短篇小說的內容之後連同另外8話的額外章節一同整理編訂成小說單行本，故事的章節標題則是來自不同音樂製作者創作的眾多歌曲挑選而成，最終於2010年6月23日時正式對外發售。而在發售之前ASCII Media Works則以連同插圖的方式，藉由網際網路的方式先公開第一話《兩人的火箭》（二人のロケット）的內容。2010年12月22日，ASCII Media Works還推出了《Angel Beats!》系列的官方指南書。

### 漫畫作品
同樣作為《Angel Beats!》系列的四格連環漫畫《Angel Beats! 我們的戰線進行曲♪》（Angel Beats! The4コマ 僕らの戦線行進曲♪）於2009年12月號至2013年11月號，在ASCII Media Works發行的《電擊G's magazine》進行發表。在2009年12月26日時，《Angel Beats!》在《電擊G's Festival!》第5卷中刊載2頁全彩色印刷的特殊漫畫章節，而在第6卷之中亦同樣以全彩色印刷的方式發表4頁的特殊故事內容。這些漫畫的靈感來自於原作者麻枝准，而漫畫的創作者則由こもわた遙華負責。こもわた遙華負責《Angel Beats!》其一開始漫畫項目的創作計畫，並在2009年9月號到2010年7月號陸續將這些系列作品投稿給《電擊G's magazine》發表。2010年12月18日至2013年11月27日由同樣隸屬於ASCII Media Works的《電撃Comic》（電撃コミックス）推出4本四格漫畫單行本。四格連環漫畫《來自死亡世界的天空》（Angel Beats! The4コマ お空の死んだ世界から）於2013年12月號開始，在ASCII Media Works發行的《電擊G's magazine》進行發表，2本單行本於2014年10月24日至2016年4月26日發售。此外在2010年12月18日，ASCII Media Works還推出了《Angel Beats!》漫畫選集進行發售。
另外淺見百合子也繪製了連環漫畫《Angel Beats! -Heaven's Door》及《Angel Beats! -The Last Operation-》，其中《Angel Beats! -Heaven's Door》在2010年5月號至2014年5月號時在刊載在《電擊G's magazine》之上，之後於2014年6月號至2016年12月號刊載在《電擊Comic》雜誌，內容主要是來自短篇小說《Angel Beats! -Track ZERO-》的劇情加以創作，並在2010年12月18日至2016年12月17日於隸屬ASCII Media Works的《電擊G's Comic》上推出11本單行本；《Angel Beats! -The Last Operation-》開始連載於《電擊G's Comic》2017年10月號，隨著《電擊G's Comic》於2019年3月停刊而轉至ComicWalker、niconico漫畫連載，4冊單行本於2018年1月26日至2020年3月27日發售。

### 遊戲製作
2010年11月21日時，在京都大學視覺藝術的演講會上麻枝准表示自己正在為《Angel Beats!》的遊戲化編輯劇本，稍後Key公司的社長馬場隆博也證實了正在嘗試將作品遊戲化的消息。而在《電撃G's magazine》其2011年2月號雜誌中的採訪中，麻枝准表示遊戲作品的原畫仍然是Na-Ga，同時角色的配音部分也不會有所改變，因此實際上這部作品與並不會大幅影響Key公司內部自行推出的企畫案，他並表示說：「我們決定大概在2011年春季開始展開這項計畫。」。到了2012年3月30日Key發出公告表示，關於《Angel Beats!》的遊戲版本將會在2012年4月10日於《電撃G's magazine》上提供更多情報。在2013年9月30日發售的《電撃G's magazine》11月號雜誌上公布遊戲化決定的消息，共有六卷，遊戲將可能以模擬遊戲或RPG冒險遊戲型態出現。2015年6月26日推出PC平台，標題為《Angel Beats! 1st beat》。整個作品的遊戲設計由麻枝准擔任；麻枝准、魁、樫田Reo擔任劇本作家；Na-Ga擔任人物設計。
- 遊戲剛發售時，有不少玩家向Key社反應遊戲出現了劇情卡在「永無止盡的第三日」的BUG；在官方發布其解決方法是「放入正版光碟進行認證後方能繼續遊戲」、意味著此BUG實為防盜版機制。[86]

## 影響

### 作品評價
動漫評論家對於《Angel Beats!》的評價褒貶不一，一些人認為作品成功整合音樂表演、幽默呈現以及精彩動作等等的元素；然而另一種不同的觀點認為，整部故事中有太多的元素反而無法完全呈現故事的內容。P.A. Works被許多評論家認為在《Angel Beats!》作品中呈現極高的製作水準，特別是遊戲中出現的槍支武器都有一定程度上的講究。然而批評者認為整部動畫最重大的缺陷為集數過短，以至於讓許多角色並不能完整述說各自的背景故事（Back-story）。《Angel Beats!》在2010年度第14屆日本新媒體動漫藝術節之中，被推舉為日本新媒體動漫藝術節祭動畫部門推薦作品之一。
動畫新聞網的評論家塞隆·馬丁（Theron Martin）称赞了这部作品，因为整个系列成功地将各个不同的元素整合在一起，这包括有“Girls Dead Monster”的音乐表演、以幽默为主的场面，以及动作表演。马丁认为在超自然作品中，灵魂因为对过去生活感到不满而有怨念是常见的主题，但是《Angel Beats!》的概念却被他描述为“有些不同寻常”，因为它包含了所有身为这样的灵魂的角色而且把他们聚集在了一个地方。在这个系列中，“保持个性对个体的生存而言是至关重要的”- 马丁把这称作“对令学生印象深刻的日本学校严格的一致性（的要求）的狡猾的谴责”。整体而言，《Angel Beats!》被称赞为“不需要对日本动画很熟悉就能享受（的作品）”。
同样地，在网站DVD Talk担任评论的约翰·辛诺特（John Sinnott）赞赏了《Angel Beats!》的剧情以意想不到的方式进展和改变。辛诺特表示：“作品剧情发展迅速，而且在动画结尾的时候和开头的时候相比是一部有些不同的作品」。然而马丁与辛诺特两人都认为這部动画的一个主要缺陷是它的時間太短了，这导致多数的角色不能被细致地表现。在THEM Anime Reviews担任评论家的“Stig Høgset”則認為應該要將《Angel Beats!》的動畫改視為系列作品的一部分，批評它“因取悦观众的意图加入太多不同的元素而超载了这部作品”。同时“Stig Høgset”继续描述说，在动画之中并没有“任何一名引人注目的角色”，而且这个系列的幽默（场面）大多令人厌烦。不过“Stig Høgset”则因作品的动作场面而夸奖了PA Works，而马丁也在评论中称赞动画在“使用的武器和用具上有很好的细节工作”。
在实质的收视成绩方面，《Angel Beats!》于2010年5月8日在日本每日放送的Anime Shower（アニメシャワー）播放第6话时收视率达到4.9％，这打破了该深夜节目在过去3年、11部系列作品的播放纪录。另外在2010年時，《Angel Beats!》獲得該年度日本新媒體動漫藝術節動畫部門的推薦作品。

### 商品銷售
《Angel Beats!》每話的藍光光碟在一推出銷售之後，便能於日本Oricon每周藍光光碟銷售排行榜之中平均排名第三名之譜。其中第1話與第4話為當周第一名、第5話和第6話為當周第二名，而第5話、第6話以及第7話則排名當周第三名。但是與藍光光碟的優秀成績相比，《Angel Beats!》DVD版本在Oricon的排名便差了一點。其中銷售排名分別為第1話排名第五名、第2話排名第十名、第3話排名第十三名、第4話排名第十一名、第5話排名第八名、第6話排名第十二名而第7話排名第十五名。
在音樂部分，作為片頭曲以及片尾曲的單曲《My Soul, Your Beats!/Brave Song》在推出後立即在日本Oricon的每周單曲排行榜上排名第三名，在正式銷售的第一周便賣出80,000多份。而光是在2010年5月份這段期間，《My Soul, Your Beats!/Brave Song》便以其超過100,000多片的銷售量獲得日本唱片協會的金獎認證。而作為「Girls Dead Monster」表演的曲子《Crow Song》，則是在推出之後在Oricon的單曲排行榜上排名第七名，並在銷售第4天之後便賣出16,400份左右。而在推出銷售3個禮拜後，《Crow Song》已賣出超過25,000份專輯。2011年11月，已賣出超過100,000張專輯的《Crow Song》其銷售量亦獲得日本唱片協會的金獎認證。而同樣由「Girls Dead Monster」名義推出的《Thousand Enemies》則在首次銷售當周，便於Oricon的排行榜之上排名第四名。最終其推出第1個禮拜便有28,000份的銷售成績，而在第2個禮拜則繼續賣出超過18,000張專輯。
「Girls Dead Monster」第3張單曲《Little Braver》在正式銷售後當周，便被列在Oricon單曲排行榜第二名，並在第一周便達到38,800份的銷售成績。「Girls Dead Monster」接下來的第4張與第5張單曲《Last Song》與《最珍貴的寶物 〜Yui final ver.〜》則分別在Oricon單曲排行榜上排名第二名與第三名，同時兩者也都在第一周賣出35,000張單曲。之後「Girls Dead Monster」推出的專輯《Keep The Beats!》則於Oricon專輯排行榜名列第六名，且於銷售的第一週便出售近51,000份專輯。《Keep The Beats!》並在2010年9月達到超過100,000張專輯的銷售成績，同樣也獲得了日本唱片協會所給予的金獎認證。而附帶有伴奏歌曲以及歌譜的《Keep The Beats!》版本則是在Oricon專輯排行榜上排名第十四名，而在第一周的銷售成績稍微下滑到約9,000份左右。此外《Angel Beats!原聲帶》則在Oricon專輯排行榜上排名第九名，並在正式銷售的第一周便賣出約13,300份左右。